# (32301) 2000 QN23
2000 QN23 (asteroide 32301) é um asteroide da cintura principal. Possui uma excentricidade de 0.17570190 e uma inclinação de 6.00435º.
Este asteroide foi descoberto no dia 25 de agosto de 2000 por LINEAR em Socorro.